# 파티파티 데코플레이
파티파티 데코플레이는 2020년 4월에 구글 플레이 스토어에 출시된 게임이다.
2022년 3월 30일 서비스가 종료되었다.

## 게임 소개
트렌디한 OOTD부터 화려한 판타지 세계 속 의상으로 캐릭터를 꾸미고 사진도 찍을 수 있으며, 친구를 팔로우하고 소통할 수 있다.
인테리어 공간을 꾸며 친구를 초대해 파티를 열수도 있으며, 낚시, 다트게임, 루프탑 수영장, OX 퀴즈도 할 수 있다. 
그리고 여러 가지 이벤트에 참여 가능하다.